# Ailhon
Ailhon ist eine französische Gemeinde mit 553 Einwohnern (Stand 1. Januar 2022)  im Département Ardèche in der Region Auvergne-Rhône-Alpes. Die Einwohner werden Ailhonais(es) genannt.

## Geographie
Die Gemeinde Ailhon liegt inmitten der Cevennen, nur fünf Kilometer von Aubenas entfernt. Die Gemeinde ist Teil des Regionalen Naturparks Monts d’Ardèche. Der Fluss Lande streift das Gemeindegebiet, das durch viele zerstreute Weiler auf großer Fläche gekennzeichnet ist. Insgesamt gehören 14 Ortschaften der Kommune Ailhon an: Burac, La Charbaterie, Le Crouzet, Le Plot, Daüs, Le Gay, La Lieure, Barsac, Le Meygrie, Les Granges-de-Védignac, La Planche, Védignac, Chaunes und der Hauptsitz in Ailhon.

## Geschichte
Vorgeschichtliche Siedlungen in Le Gay und zahlreiche Relikte und Daüs deuten auf eine Besiedlung des Gebiets durch Menschen seit der Antike hin.
1928 war es die adlige Familie um Pierre d’Ailhon, die eine Festung neben dem Château de Mirabel verkaufte und damit dem Dorf seinen Namen verlieh.
In der Folge von Religionskriegen zwischen 1586 und 1591, musste der Ort herbe Verluste einstecken. Von der Festung blieb nicht mehr als ein Turm im Süden des Dorfes übrig.

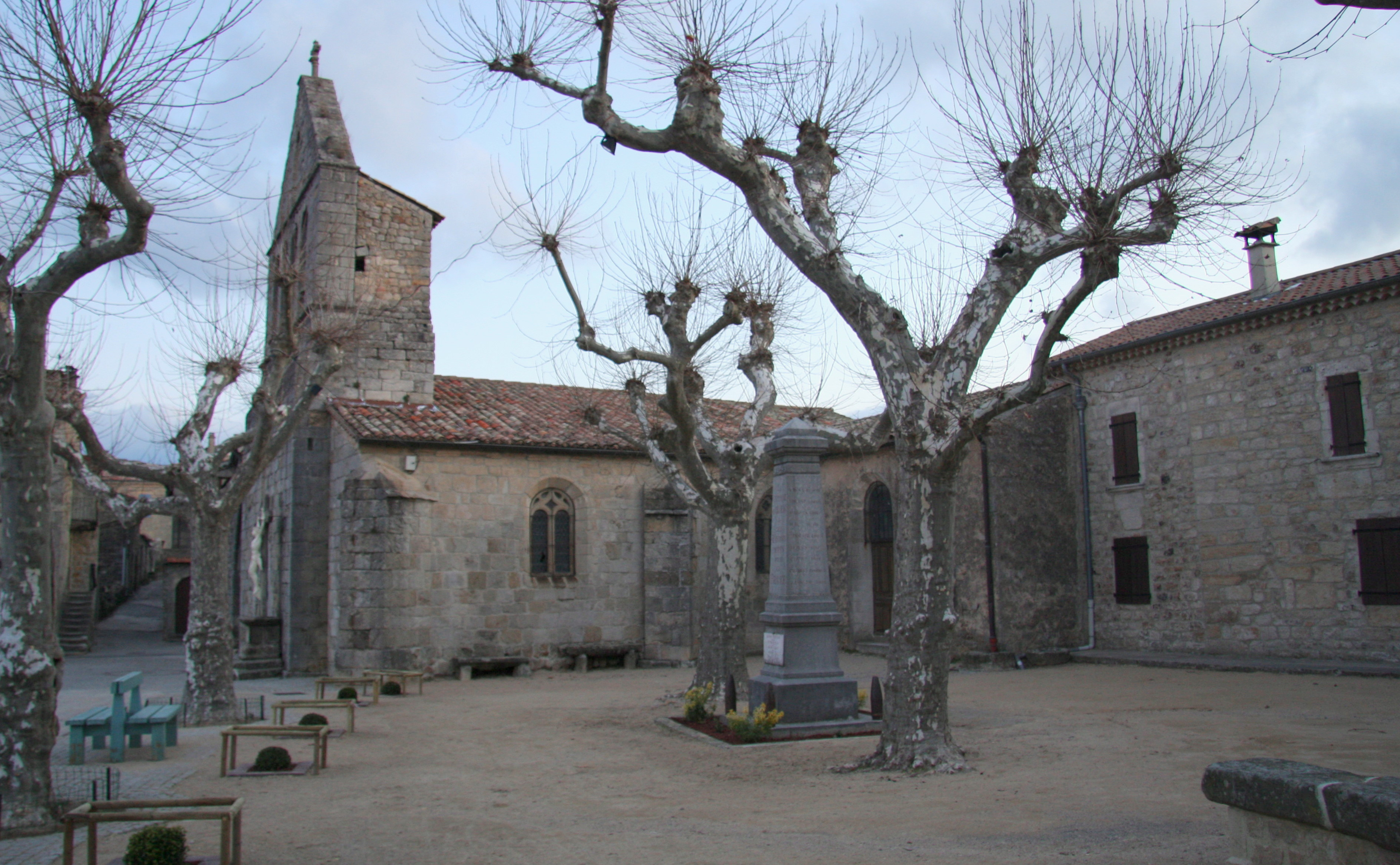
Dorfplatz mit der romanischen Kirche Saint André

1670 nahm Ailhon an der Revolte von Roure teil, provoziert von einem falschen Gerücht über Steuererhöhungen: Die Rebellen wurden von der Armee des Königs auf der Ebene von Lavilledieu und Roure vernichtend geschlagen und anschließend zur Radfolter verurteilt.
Die Unruhen nach der Revolte erlaubten es den Räuberbanden von Fourriquet de Chassiers, der im Mai 1800 hingerichtet wurde, die Gegend auszubeuten.

### Bevölkerungsentwicklung
| Jahr                       | 1962 | 1968 | 1975 | 1982 | 1990 | 1999 | 2007 | 2016 |
| Einwohner                  | 159  | 140  | 134  | 173  | 290  | 336  | 462  | 560  |
| Quellen: Cassini und INSEE |      |      |      |      |      |      |      |      |

## Sehenswürdigkeiten
Ailhon ist ein pittoreskes Dorf mit antiken Häusern aus grauem Sandstein. Vor allem das Château de Rochemure ist ein beliebtes Ausflugsziel.
Die Kirche Saint-André, die im 12. Jahrhundert erbaut wurde, ist besonders für ihre zahlreichen bunten Fenstergläser bekannt. Eine Christusdarstellung aus mehrfarbigem Holz wurde unter Denkmalschutz gestellt. Im 15. und 16. Jahrhundert wurde das Gebäude mehrmals restauriert und modifiziert. Im Kirchhof befindet sich auch heute noch eine 1593 auf Anweisung von Maximilien de Béthune, duc de Sully gepflanzte Ulme, zum feierlichen Beitritt Heinrichs IV. zur katholischen Kirche.
Der Weiler Daüs, der schon von Kelten besiedelt war, weist auch heute noch Funde germanischer Völker auf und ist daher auch für Archäologen immer von besonderem Interesse gewesen.

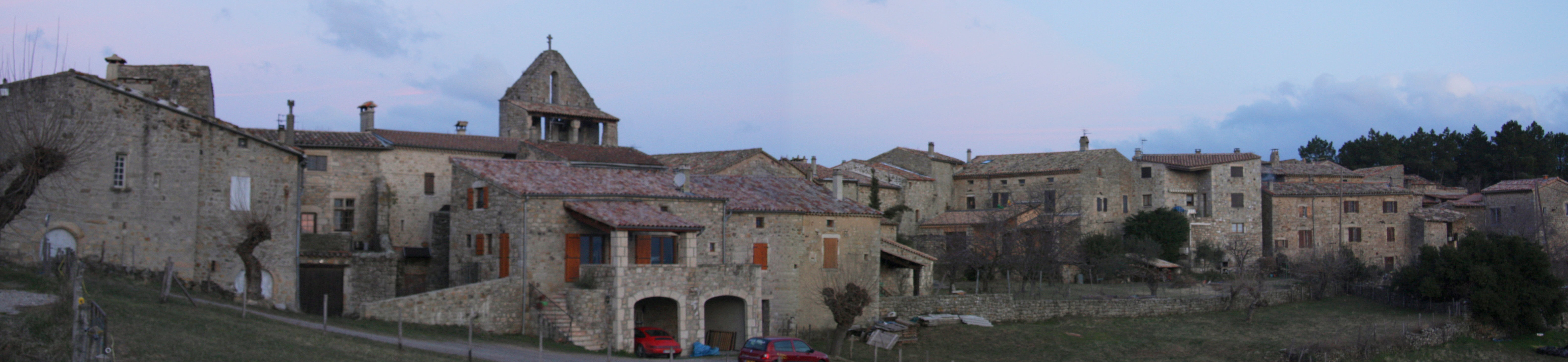
Panorama